# Autoroute A-57 (Espagne)
Pour les articles homonymes, voir A57.
L'autoroute espagnole A-57 est une autoroute en construction et en projet qui va relier Pontevedra à O Confurco Ponteareas dans la communauté de Galice.
Elle va permettre de connecter l'AP-9 à hauteur de Pontevedra à l'A-52 (O Confurco, Ponteareas) pour donner une alternative à l'AP-9 surchargée pendant les heures de pointe entre Pontevedra et Vigo notamment au niveau du pont de Rande (enjambant la baie de Vigo).

Elle permet donc de doubler l'AP-9 pour le trafic à destination du sud de la province de Pontevedra et de la province d'Ourense. 
En octobre 2020, le premier tronçon de l'autoroute qui fait office de périphérique est autour de la ville de Pontevedra est achevé à 50 %.

## Tracé
- Elle va se détacher de la PO-10 (Rocade sud de Pontevedra) et l'AP-9 pour descendre vers le sud en desservant Arcade avant de se connecter à l'A-52 vers Ponteareas